# Югович, Владимир
Влади́мир Ю́гович (серб. Владимир Југовић; 30 августа 1969, Милутовац, близ Трстеника) — югославский футболист, полузащитник.

## Биография
Владимир Югович родился и вырос в городке Милутовац, до 15 лет учился в местной школе. Футболом он увлёкся в раннем возрасте, в семь лет принял участие в своём первом турнире. На одном из таких турниров Юговича приметил тренер Томислав Миличевич, работавший с молодёжной командой «Црвены Звезды», и пригласил к себе в Белград. Пройдя через молодёжный состав, Югович не смог пробиться в первую команду и в 1989 году отправился в аренду в клуб «Рад», где хорошо проявил себя. Назначенный летом 1990 года на должность тренера «Црвены Звезды» тренером Любко Петрович вернул Юговича в команду и доверил ему место в основном составе.
В своём первом полноценном сезоне в составе «Црвены Звезды» Югович стал обладателем Кубка европейских чемпионов 1990/1991, играя при этом важную роль в успехе своей команды. В том розыгрыше турнира он сыграл девять матчей и провёл на поле весь финальный матч с марсельским «Олимпиком». Югович стал главным героем матча за Межконтинентальный кубок 1991 года, в котором югославы одержали победу над чилийским «Коло-Коло». Сам Владимир в том матче забил два гола.
Победитель Лиги чемпионов 1995/96 в составе «Ювентуса» (в финале забил победный пенальти в послематчевой серии в ворота Эдвина ван дер Сара из «Аякса»).
После завершения игровой карьеры в 2005 году Югович поселился в Вене с женой Александрой и двумя детьми. Он занимается бизнесом, ведёт тихую жизнь, избегая общения с прессой.

## Игровая характеристика
Владимир Югович играл на позиции правого или центрального полузащитника. Он был универсальным игроком, успешно выполнявшим оборонительные задачи и активно участвующим в нападении своей команды. Юговича отличало хорошее видение поля и готовность играть на команду в ущерб собственной статистике. При этом он часто подключался к атакам и забивал важные голы.

## Достижения
- Победитель Лиги чемпионов — 1990/91, 1995/96
- Чемпион Югославии — 1990/91, 1991/92
- Чемпион Серии А — 1996/97
- Обладатель Кубка Италии: 1993/94, 1997/98
- Обладатель Суперкубка Италии — 1995, 1998
- Обладатель Суперкубка Европы — 1996
- Обладатель Межконтинентального кубка — 1991, 1996